# Günther von Lojewski
Günther von Lojewski (* 11. Juni 1935 in Berlin; † 26. Februar 2023 in Grasbrunn bei München) war ein deutscher Journalist. Er war von 1989 bis 1997 Intendant des Senders Freies Berlin (SFB).

## Leben
Günther von Lojewski, Sohn von Werner von Lojewski (Sprecher von Konrad Adenauer und Walter Hallstein), studierte Geschichte, Germanistik und Staatswissenschaften. Im Juli 1960 wurde er bei Max Braubach an der philosophischen Fakultät der Rheinischen Friedrich-Wilhelms-Universität Bonn mit der Dissertation Bayerns Weg nach Köln. Geschichte der bayerischen Bistumspolitik in der 2. Hälfte des 16. Jahrhunderts promoviert. Als Student wurde er Mitglied der Studentenverbindung Sängerschaft Bardia Bonn in der Deutschen Sängerschaft und der Universitätssängerschaft Skalden zu Innsbruck.
Die journalistische Karriere von Lojewskis begann 1960 als Volontär der Hannoverschen Allgemeinen und ab 1964 als innenpolitischer Redakteur der Frankfurter Allgemeinen Zeitung. Mit seinem Wechsel zum Rundfunk übernahm er 1969 die Leitung der ZDF-Nachrichtenredaktion und führte das heute-journal ein, ab 1977 war er Chef und Moderator der Report-Redaktion des Bayerischen Rundfunks. Im April 1989 wurde er  zum SFB-Intendanten gewählt. In diesem Amt war er bis 1997 tätig. An der Umgestaltung der Rundfunklandschaft in Mitteldeutschland nach dem Fall der Berliner Mauer und den Strukturanpassungen innerhalb der ARD war er maßgeblich beteiligt.
Günther von Lojewski galt als Experte für Rundfunkpolitik und Medienrecht, er arbeitete seit 1997 als Honorarprofessor an der Freien Universität Berlin.
Seine Tochter Susann von Lojewski wurde ebenfalls Journalistin.
Günther von Lojewski starb am 26. Februar 2023 im Alter von 87 Jahren. Er wurde auf dem Waldfriedhof von Grasbrunn zu seiner Ehefrau Rosmarie, geb. Giese, (1935–2016) bestattet.

## Verwandtschaften
Günther von Lojewski war nicht mit dem Journalisten und ehemaligen heute-journal-Moderator Wolf von Lojewski  näher verwandt. Beide wurden in Berlin geboren; beider Väter, Werner und Erich, waren Journalisten und kannten einander.

## Auszeichnungen
- 1969: Theodor-Wolff-Preis
- 1985: Saure Gurke
- 1995: Bundesverdienstkreuz 1. Klasse
- 2004: Großes Bundesverdienstkreuz
- 2009: Ehrenprofessur der Fakultät für Journalismus der Lomonossow-Universität, Moskau
- 2017: Bayerischer Verdienstorden[5]

## Schriften (Auswahl)
- Bayerns Weg nach Köln. Geschichte der bayerischen Bistumspolitik in der 2. Hälfte des 16. Jahrhunderts. Verlag Röhrscheid, Bonn 1962. 470 S. (= Bonner historische Forschungen, Bd. 21; die Dissertation wurde bereits 1960 eingereicht u. angenommen)
- Mehr Staat – weniger Staat? Johann Wilhelm Naumann Verlag, Würzburg 1982. 35 S. (= Vortrag v. 22. Mai 1980 auf Einladung des Informationskreises der Bayerischen Wirtschaft in Neumarkt/Oberpfalz)
- (Hrsg.), zs. mit Thomas Goppel u. Hans-Werner Eroms: Wirkung und Wandlung der Sprache in der Politik. Symposium an der Universität Passau vom 25. Und 26. November 1988. In Zusammenarbeit mit dem Aktionskreis für Wirtschaft, Politik und Wissenschaft e. V., München. Eigendruck der Universität. Passau 1988 o. 1989. 156 S.
- Kirche und Politik – kontrovers: eine Diskussion zwischen Günther von Lojewski und Johannes Hanselmann. Olzog Verlag, München 1988, 192 S.
- Einigkeit und Recht und Freiheit. „Report“ eines deutschen Lebens. Herbig, München 2000. 352 S. (= Autobiografie)
- zs. mit Axel Zerdick: Rundfunkwende. Der Umbruch des deutschen Rundfunksystems nach 1989 aus der Sicht der Akteure. Vistas Verlag, Berlin 2000, 457 S. (= Schriftenreihe der Medienanstalt Berlin-Brandenburg, Bd. 10)